# Gert Steinbäcker

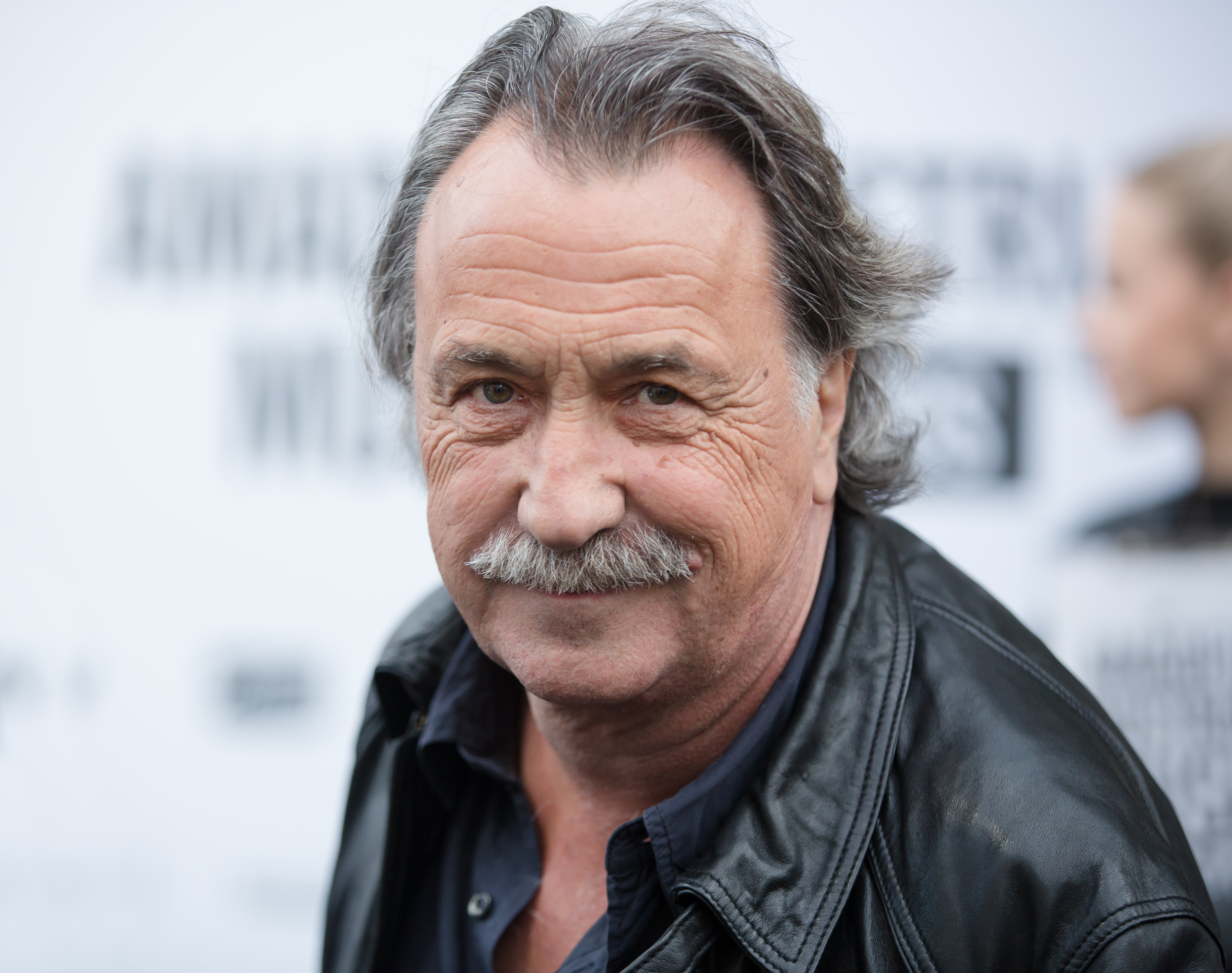
Gert Steinbäcker (2016)

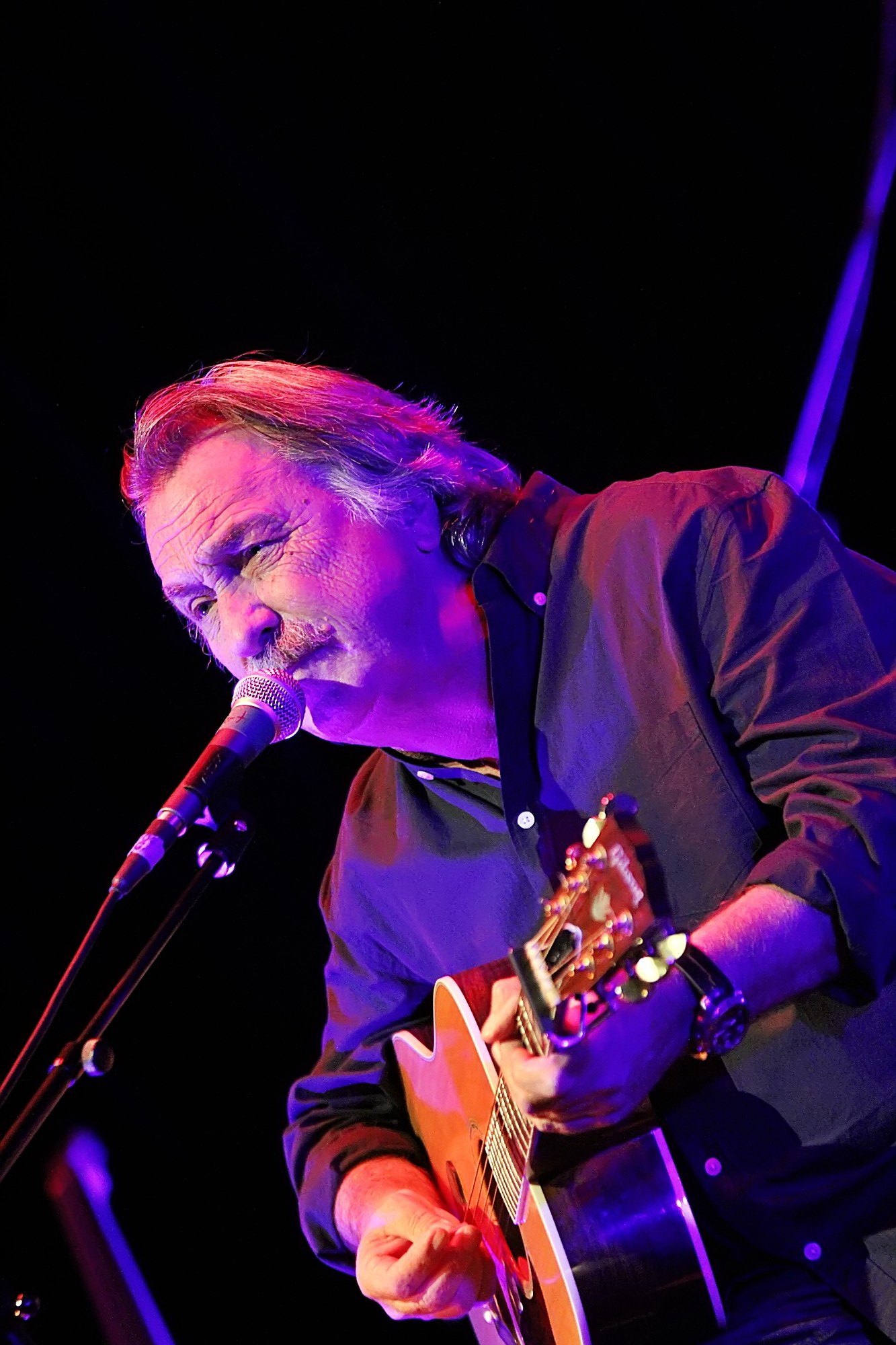
Gert Steinbäcker bei einem Konzert in Fürth 2017

Gert Steinbäcker (* 27. November 1952 in Graz-St. Peter) ist ein österreichischer Liedermacher, Musiker und Sänger sowie Mitglied des Austropop-Trios S.T.S. (Steinbäcker, Timischl, Schiffkowitz). Neben seiner Bandkarriere produzierte er sieben Soloalben (davon zwei Sampler), für die er mit insgesamt dreimal Gold ausgezeichnet wurde.

## Leben

### Familie
Gert Steinbäcker wurde am 27. November 1952 in Graz-St. Peter geboren und wuchs an der Seite seiner drei Jahre jüngeren Schwester, einer späteren Musiklehrerin, am ländlichen Stadtrand von Graz auf. Sein Vater Anton, ein Neurologe, starb im Alter von 37 Jahren plötzlich an einem Aneurysma, als Gert gerade sieben Jahre alt war. Daraufhin musste die zu diesem Zeitpunkt etwa fünf Jahre jüngere Mutter, eine Lehrerin, die beiden Kinder alleine erziehen und mit der Witwenpension und dem eigenen geringen Einkommen durchbringen. Als Witwe blieb die Mutter, die während der Erziehung der Kinder vornehmlich als Hausfrau tätig war, daraufhin zeitlebens alleine. Eine gute Beziehung hatte Steinbäcker nach dem Tod seines Vaters vor allem zu seinem Großvater, einem Rechnungsdirektor der Grazer Finanz, bei dem er auch einige Zeit lebte, was er mitunter im 1985/86 von S.T.S. veröffentlichten Lied Großvater erkennen lässt. Von seinem Großvater erhielt er auch seine erste Gitarre, die er heute noch immer in seinem Studio stehen hat.

### Schulbildung und Eintritt in die Musikszene
Nach der Volksschule kam Steinbäcker in die Bundeserziehungsanstalt Liebenau im siebenten Grazer Stadtbezirk Liebenau. Die autoritäre Erziehung veranlasste ihn nach der dritten Klasse auf das Grazer Pestalozzi-Gymnasium zu wechseln.  Insgesamt hatte er vier verschiedene Gymnasien in Graz besucht und hatte die sechste Klasse, nachdem er am Ende der fünften Klasse auf ein musisch-pädagogisches Gymnasium gewechselt war, gleich zweimal wiederholen müssen. Beim ersten Mal, als er diese Klasse besucht hatte, hatte er schlecht abgeschnitten, weshalb er die Klasse wiederholen musste. Bei den beiden Wiederholungen dieser Klasse nahm er jedoch nur selten am Schulbetrieb teil und verkehrte bevorzugt in Kaffeehäusern oder Probekellern irgendwelcher lokaler Bands. Nachdem er ausgerechnet in Musik und Gitarre durchgefallen war, verabschiedete sich Steinbäcker von der Schule und konzentrierte sich auf die Musik. Mit 16 Jahren zog er von zuhause aus und verdiente sich seinen eigenen Lebensunterhalt.
Zum Freundeskreis Gert Steinbäckers zählte Thomas Spitzer, späteres Gründungsmitglied der Band Erste Allgemeine Verunsicherung, kurz EAV. Dieser hatte als damals 14-Jähriger eine Band namens Mephisto gegründet, deren Sänger der wenige Monate ältere Steinbäcker wurde.
Steinbäcker, Fan der Rolling Stones, tingelte mit Mephisto durch diverse steirische Ortschaften und sammelte vier Jahre lang Banderfahrungen. 1971 spielte die Band unter anderem auf dem Musikfestival Popendorf 71. 1972 lösten sich gleichzeitig drei Bands, darunter auch Mephisto, auf, um letztlich die Rockgruppe Mashuun entstehen zu lassen.
Die Besetzung:
- Gert Steinbäcker (Sänger)
- Peter Szammer (Schlagzeug)
- Franz Posch (Gitarre)
- Petrus Wippel (Bass)
- Josef Jandrisits (Gitarre)

Die Gruppe wartete mit eigenen Kompositionen mit großer Bandbreite auf, die von (Hard-)Rock über elektronische Elemente bis hin zu Konzertgitarrestücken reichte. Nach einer gelungenen Premiere bei einem Kirchenfest in Fürstenfeld wurde die Band zu einer bekannten Größe in der Steiermark. Bei einem Bandwettbewerb der deutschen Zeitschrift Fono Forum und des Tonbandherstellers BASF erreichte Mashuun den ersten Platz unter 35 Teilnehmern. Für den Wettbewerb, der in Salzburg abgehalten wurde, hatte Petrus Wippel, der Bassist der Band, mit einer Revox-Tonbandanlage drei Stücke der Band aufgenommen und zum Wettbewerb eingereicht.

### Deutschland
Nach den Erfolgen in Österreich beschloss die Band Anfang der 1970er Jahre – Steinbäcker war gerade 18 Jahre alt – ihr Glück in Deutschland zu suchen. Mit einem Ford Transit und vier Verstärkern im Gepäck machte sich die Band auf den Weg nach Deutschland.
Ein kleines Haus – laut Steinbäcker war es eine alte Schule – im Ortsteil Idstein-Kröftel (Nähe Frankfurt am Main) sollte zur Bandzentrale werden. Doch Ablöse und Kaution, die Miete sowie ein neuer Kleinbusmotor überstiegen den Etat der Musiker und man musste aufgrund von Nebenjobs das Bandprojekt ruhen lassen. Ein halbes Jahr später löste sich Mashuun auf. Laut Steinbäcker hatte sich die Band beim Betonieren des Kellers zerstritten, weshalb man auseinanderging, noch ehe man je in Deutschland aufgetreten war. Parallel zu seiner Laufbahn als Musiker jobbte er am Frankfurter Flughafen. Während seiner Zeit am Frankfurter Flughafen arbeitete er für eines der ersten Zeitarbeitsunternehmen Deutschlands, wo er für damalige Verhältnis mit 3000 bis 4000 Mark sehr gut verdiente.
Gert Steinbäcker blieb in Deutschland, lebte einige Zeit in Marburg an der Lahn, arbeitete zeitweise im Lager eines Spielwarengroßhandels, einer Wäscherei und später als Verkäufer. Bei der Wäscherei war er mit der Zustellung und dem Aufhängen der gereinigten Vorhänge in verschiedenen Amtsgebäuden in München betraut. Kurzzeitig beauftragte man Steinbäcker auch damit neue Kunden zu akquirieren, was jedoch weitestgehend scheiterte, weshalb er wieder seine vorige Tätigkeit aufnahm. Weiters nahm er über eine Münchner Statistenagentur an zwei Folgen von Derrick teil; darin spielte er jeweils einen Polizisten. Demobänder, die er nebenbei immer wieder anfertigte, wurden von sechs verschiedenen Plattenfirmen abgelehnt. Bei einem Urlaub in seiner Heimatstadt Graz traf er den steirischen Sänger und Komponisten Schiffkowitz (eigentlich: Helmut Röhrling), der gerade mit einigen Soloauftritten unterwegs war. Man tat sich zusammen und absolvierte einige Auftritte. Da die Zusammenarbeit zu stimmen schien, holte man auch noch Günter Timischl hinzu, einen gerade bandlosen Fürstenfelder Musiker, dem der Stil von Anfang an gefiel.
Nur mit akustischen Gitarren trat das Trio ganz in der späteren S.T.S.-Manier einige Konzerte lang auf. Doch die lockere Formation trennte sich nach einer kurzen, regionalen Minitournee und die Musiker bestritten vorerst eigene Wege.
Gert Steinbäcker verschlug es erneut nach München, wo er sich drei Jahre mit Nebenjobs über Wasser hielt. Die Folge war ein musikalischer Stillstand, der ihn dazu bewog wieder in seine steirische Heimat zurückzukehren. Dort war er anfangs als Bühnentechniker am Schauspielhaus Graz tätig und traf in der dortigen Kantine auf einen Theaterregisseur, der ihn noch von seinen Auftritten mit Thomas Spitzer kannte. Dieser bat ihn die Musik für eines seiner Stücke zu machen, woraufhin Steinbäcker den Sprung zurück in die Musikszene geschafft hatte. In der Zeit danach stattete er einige Jugendtheaterstücke am Grazer Schauspielhaus und am Salzburger Landestheater mit Musik aus und konnte hiervon bereits leben und musste sich nicht mehr nebenbei etwas dazu verdienen.

### Endgültig in Österreich
Durch die Vermittlung eines Freundes kam Steinbäcker 1978 zu einer Plattenaufnahme bei Polydor, die er unter dem Pseudonym Stony Becker produzierte. Der Name Stony Becker war eine Erfindung des Franzosen Dominique Meunier-Dauphin, der kurzfristig Chef von Polydor war, der einen internationalen Namen für Steinbäcker wollte. Die von Boris Bukowski komponierte Single trug den Titel Matchless Woman; die B-Seite stammte aus der Feder des späteren Falco-Produzenten Robert Ponger und hieß Catherine. Die Single wurde in einer Auflage von 100 Stück produziert und kam über den Nullverkauf nie hinaus. 50 Stück davon gingen in die Schweiz; der Rest blieb bei der Amadeo Österreichische Schallplatten Ges.m.b.H., die seit Juni 1974 eine Polydor-Tochter war.
Die nächste Station hieß erneut Timischl und Schiffkowitz. Vorerst blieb es bei einigen wenigen Konzerten, sodass die drei Musiker gezwungen waren, sich andersartig zu verdingen. 
1978 produzierte das Trio schließlich ihre erste Single Matter of Sex, die ein kompletter Misserfolg wurde. Dann kam ein Angebot seitens seines Freundes Thomas Spitzer, der für seine frisch gegründete Band, die Erste Allgemeine Verunsicherung, kurz EAV, gerade einen neuen Sänger suchte. Dieser wurde Gert Steinbäcker. Für eine Österreichtournee suchte man außerdem Mitarbeiter, weshalb kurzerhand auch noch Günter Timischl und Schiffkowitz engagiert wurden, Letzterer nur für die Dauer der Tournee.
Steinbäcker komponierte die Single Der geile Weihnachtsmann und steuerte 1980 zur zweiten Langspielplatte der EAV Café passé den Song Aberakadabera bei. Das Gastspiel dauerte insgesamt drei Jahre – Steinbäcker verließ die EAV im Jahr 1982 –, ehe eine Plattenfirma auf Demobänder von Steinbäcker, Timischl und Schiffkowitz, die bereits seit 1978 zusammen als Steinbäcker – Timischl – Schiffkowitz auftraten, aufmerksam wurde. Nach eigener Aussage wollte Gert Steinbäcker eigene, ernsthaftere Lieder schreiben.

### S.T.S.
1980 produzierte das Trio die erste deutschsprachige Single Da kummt die Sunn, eine Schiffkowitz-Adaption des Beatles-Klassikers Here Comes the Sun. Das Lied wurde zwar zu einem Radiohit, was dem damaligen Geschäftsführer von Ariola, Stefan von Friedberg, der davor bereits Geschäftsführer bei Amadeo war, allerdings zu wenig war. Dessen Adlatus Erich Krapfenbacher (†) war es zu verdanken, dass die von von Friedberg bereits abgelehnte Band doch noch eine Chance erhielt. Nachdem dieser dem Geschäftsführer täglich die Zeitung mit den aktuellen Charts auf den Tisch gelegt hatte und dieser die Erfolge von S.T.S. sehen konnte, entschloss sich die Plattenfirma, eine Langspielplatte zu finanzieren.
Nunmehr verzichteten die Drei auf englische Texte und verfassten ihre Lieder in der Steirischen Mundart, der sie eingängige Melodien zugrunde legten. Davor hatte die Band ihre Lieder teils auf Englisch und teils auf Mundart vorgetragen. Trotzdem gelang auch mit dieser Platte nur ein Achtungserfolg. Dessen ungeachtet verabschiedeten sich Gert Steinbäcker und Günter Timischl endgültig von der E.A.V., um den Rücken für eigene Projekte frei zu haben. Doch kamen vier Singles nie über die Minimalverkäufe hinaus. Nachdem die Band laut Aussage Steinbäckers von 1978 bis etwa 1983 von der Hand in den Mund gelebt hatte, entschied sie sich im Jahre 1983 in Eigenregie im von Joe Schneider betriebenen Sica Sound Studio in Oberschützen im Burgenland die Single Irgendwann bleib I dann dort zu produzieren. Diese wurde in weiterer Folge eine viel gespielte Nummer im Radio. Karl Scheibmaier, der spätere langjährige Manager von Steinbäcker und S.T.S., war damals mit seiner Ehefrau Heidi am Küchentisch gesessen, als sie zum ersten Mal das Lied im Radio hörten und den Interpreten für Wolfgang Ambros hielten. Als er erfuhr, dass es sich dabei um S.T.S handelte, machte sich Scheibmaier daraufhin auf die Suche nach der Band. 1984 wurde von S.T.S. nach ausbleibenden Erfolgen sogar das Aufhören erwogen.

### Durchbruch

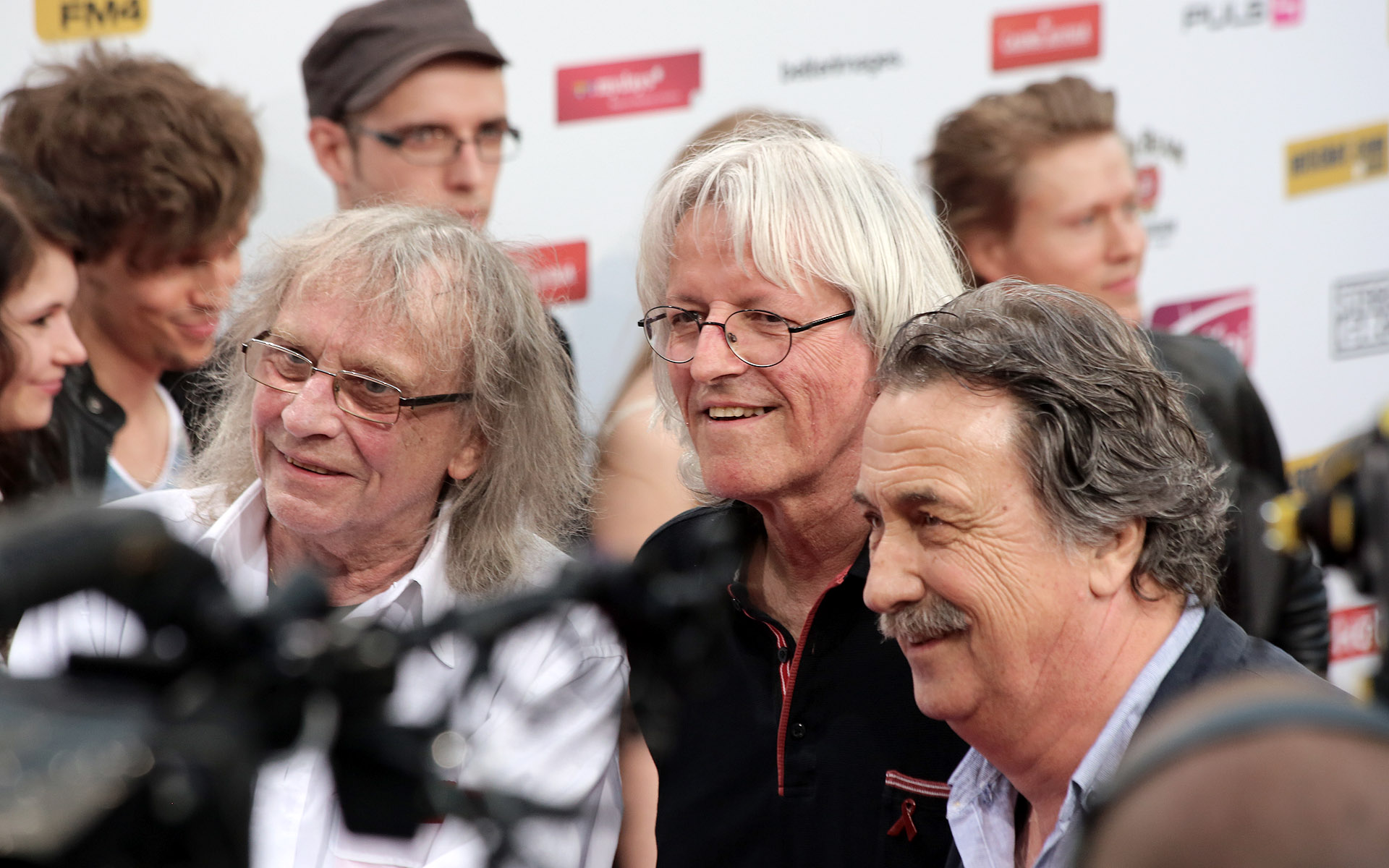
Steinbäcker (r.) mit S.T.S. (2013)

Die Hartnäckigkeit der Musiker sollte sich aber lohnen, denn man wurde auf einige Demobänder aufmerksam, die S.T.S., wie sich die Drei nun endgültig nannten, zu einem Studioaufenthalt verhalfen. In der Folge wurde die zweite Langspielplatte Überdosis G’fühl produziert, deren Single-Auskopplung Fürstenfeld S.T.S. berühmt machen sollte. Das von Josef Jandrisits und Schiffkowitz komponierte und umarrangierte Lied verkaufte sich innerhalb eines Jahres 140.000-mal, das Album 70.000-mal. Die Band selbst hatte das Lied, das von der Plattenfirma als Singleauskoppelung ausgewählt worden war, anfangs nur als „Scherznummer“ am Rande der LP gesehen. Außerdem wollte die Band unter keinen Umständen die Verkürzung dieses Liedes, da Singles zu dieser Zeit nur eine gewisse Länge haben durften, weshalb Fürstenfeld gekürzt werden musste, was wiederum Schiffkowitz ein Dorn im Auge war.
Gert Steinbäcker verewigte sich mit den Liedern Überdosis G’fühl, ’s hat alles auf der Welt sein Preis, I hab di leben g’sehn und Das neue Vaterland auf der LP.
Die nächste LP Grenzenlos ließ nicht lange auf sich warten und erschien 1985. Insgesamt sollte S.T.S. für das Album mit viermal Platin ausgezeichnet werden. Steinbäcker schrieb hierfür Kalt und Kälter, Irgendwann bleib I dann dort, So frei, wie man sein kann und Großvater. Im selben Jahr wurde Steinbäcker als bester österreichischer Texter ausgezeichnet.
Nach ausgedehnten und ausverkauften Tourneen folgte Mitte 1987 die vierte LP Augenblicke mit den Steinbäcker-Songs Mach die Augen zu, ’s ganze Leben für’n Rock’n’Roll, Die Kinder san dran, So is das Leb’n und I denk, wenn I denk. Auch dieses Album knüpfte an vorangegangene Erfolge an, wenngleich S.T.S. nun eine mehrjährige kreative Pause einlegten. Diese Zeit nutzte Steinbäcker, um sich 1988 in Griechenland ein etwas desolates, aber seetüchtiges Holzschiff zu kaufen. Das 20 Meter lange, sieben Meter breite und 50 Tonnen schwere Schiff wurde nach einer Generalüberholung auf den Namen Irini (griechisch: Frieden) getauft und nach Jugoslawien verschifft, wo es für Charterfahrten in die Ägäis benutzt wurde.
Die S.T.S.-freie Zeit von 1988 und 1989 wurde mit der Live-CD Auf Tour und zwei Samplern (Glanzlichter, Gö, du bleibst...) überbrückt.

## Steinbäcker solo
Neben seinen ausgedehnten Griechenland-Ausflügen blieb Steinbäcker nicht untätig, es gab vielmehr ein „Überpotential“ an neu komponierten Liedern und solchen, die nicht alle auf den vorigen S.T.S.-Alben Platz fanden. So beschloss Steinbäcker eine Solo-LP zu produzieren, die den Titel Einmal Im Leb'n bekam. Als Produzent fungierte Christian Kolonovits, der auch die Musik zu Liebe is es net beisteuerte.
Das Album erlangte in Folge Gold-Status. Aus seinem Debütalbum wurden die Singles Die Sunn über’n Meer und Die Zeit ausgekoppelt.
Ein halbes Jahr später gingen S.T.S. daran, ihr fünftes Album Jeder Tag zählt im selben Tonstudio zu produzieren. Gert Steinbäcker steuerte die Lieder Jeder Tag zählt, Aber niemals, Wieder a Sommer und A winziger Funken bei. Nach einer groß angelegten Tournee kam die erwartete Pause bis 1992. In diesem Jahr erschien die LP Auf A Wort mit den Steinbäcker Liedern Das Meer, Das sind die Tag’, So net, Es fangt genauso an und Herz muß immer Trumpf bleiben. Im Jahr 1993 sorgten S.T.S. für eine Überraschung, als sie 13 Gedichte des steirischen Schriftstellers Peter Rosegger vertonten.
1994 sollte die zweite Solo-LP Steinbäckers folgen, der er den einfachen Titel Steinbäcker gab. Aufgenommen wurde sie von November bis Dezember 1994 in Wien und auf Capri. Unter den Mitwirkenden befanden sich unter anderem Konstantin Wecker, Wolfgang Ambros und Thomas Spitzer. Singleauskoppelungen waren: Aus meiner Haut und Mein Freund. Der Titel Steiermark wurde zwar keine Single, aber dennoch ein Fan-Favorit, sowie aufgrund des Textes in den Medien eine inoffizielle Steiermark-Hymne und wurde u.A. in den letzten Jahren von Servus TV als Titellied für den Großen Preis von Österreich auf dem Red Bull Ring, sowohl in der Formel 1 als auch in der MotoGP verwendet. Auch für diese Produktion erhielt Steinbäcker Gold.
Die Musik der letzten Nummer ist Gert Steinbäckers Schwester zu verdanken und hinter dem Pseudonym Feiertag verbarg sich Frido Hütter.
Ein Jahr später, 1995, entstand die erste „reine“ S.T.S.-CD seit drei Jahren. Der Titel: Zeit. Steinbäcker schreib hierfür die Lieder A altmodischer Hund, Wohin die Reise, Zeig mir dein’ Himmel und So, Märchenprinz. Dem Album folgte eine Tournee mit über 50 Konzerten und eine kurze Sommertournee an der Seite von Pur, Toto und Sting. Die stadienfüllenden Events begleiteten die letzte S.T.S.-Studioproduktion für zwei Jahre. Auch von den Bühnen des Landes hielten sich S.T.S. bis einschließlich 1998 fern. In dieser mehrjährigen Pause bastelte Gert Steinbäcker an seinem dritten reinen Studioalbum Stationen. Auch diesmal fehlte es nicht an prominenter Mitwirkung. Neben Wolfgang Ambros und Joesi Prokopetz steuert auch Udo Lindenberg einen Song bei.
1994 hatte Steinbäcker einen Gastauftritt auf Wolfgang Ambros’ Album Wasserfall. Auf Alt und Jung ist er zusammen mit Georg Danzer, Wolfgang Ambros und Ostbahn-Kurti zu hören.
1998 sollte das letzte S.T.S.-Album für fast fünf Jahre erscheinen. Es bekam den Titel Volle Kraft und beinhaltete die Steinbäcker-Songs Lächerlich, Der alte Mann, An irgendwas muss man glaub’n und Wie a Sternschnupp’n. Man konzentrierte sich voll auf groß angelegte Tourneen, die das Trio auch mehrmals nach Deutschland führten.
Auch Steinbäcker produzierte keine reinen Studioproduktionen mehr. 1998 kam sein insgesamt viertes Soloalbum auf den Markt, das einen reinen Sampler-Charakter hatte und die zehnjährige musikalische Solo-Laufbahn Steinbäckers auf einer CD zusammenfasste.
1999 folgte eine große Tournee von S.T.S., der man ein Live-Album anschloss. Im Sommer 2002 bestritten sie erneut eine ausgedehnte Konzertserie und auch Gert Steinbäcker veröffentlichte seine bislang letzte CD, einen Best-Of-Sampler, der das bis dahin unveröffentlichte Lied Vom höchsten Gipfel enthielt.
Im Jahr 2003 erschien das S.T.S.-Album Herzverbunden, das Steinbäcker die Titel Lass fließen die Zeit, Wie a Sonnenstrahl, Der Nachbar und Tausendmal verdankt. Aktuelle Songs sowie weitere Lieder aus über 25 Jahren Bandgeschichte waren auf der letzten Sommertournee im Jahr 2005 live zu hören.
Im Jahr 2007 erschien das bislang letzte S.T.S. Album Neuer Morgen, das Steinbäcker die Titel Ende nie, Cool und so fesch, Dankeschön verdankt. Und von Du sollst leben hat er die Musik komponiert.
Sein bisher letztes Album, erschienen am 28. Mai 2010, entstand wieder mit prominenter Unterstützung. Produziert von Christian Kolonovits wirkten unter anderem mit: Wolfgang Ambros, Birgit Denk, Irene Fornaciari, Herwig Rüdisser von der Band Opus, Thomas Spitzer sowie Günter Timischl und Schiffkowitz. Auf diesem Album revanchierte sich Ambros für Steinbäckers Mitwirkung am Song Alt und Jung aus dem Jahre 1994.
Steinbäcker hat sich anlässlich eines Interviews einmal als Pendler im 4/4-Takt bezeichnet, was ausdrücken sollte, dass er seine Zeit hauptsächlich auf seine Geburtsstadt Graz und seine Wahlheimat Griechenland aufteilt.
2012 erhielt er das Goldene Ehrenzeichen für Verdienste um die Republik Österreich.
2021 war er auf dem EAV-Album Ihr Sünderlein kommet zu hören und sang den Titel Roll over Bethlehem.
Seit nunmehr 42 Jahren – abgesehen von seinem kurzen Engagement bei Ariola – steht Steinbäcker nunmehr beim selben Plattenlabel – Polydor – unter Vertrag (Stand: 2020).
Nachdem Steinbäckers Band, S.T.S., sich bereits 2014, aus gesundheitlichen Gründen, aufgelöst hatte, kündigte der Musiker an, dass seine auf 2022 verschobene Tour „Die letzte Tour“ auch die letzte seiner Solokarriere werden würde.
Live spielt Steinbäcker neben seinen Solo-Nummern auch S.T.S.-Lieder, deren Autor er ist, wie u. A. Irgendwann bleib i dann dort, Großvater, Kalt und kälter, Mach die Aug’n zu und Zeig mir dein Himmel. Umgekehrt hatte er auch mit S.T.S. Steiermark mehrfach live gespielt. Im Film Griechenland (2023) mit Thomas Stipsits und Katharina Straßer hatte er einen Auftritt mit Irgendwann bleib i dann dort.

## Diskografie
- Einmal im Leb’n (1990)
- Rosegger (Steinbäcker, Timischl, Schiffkowitz & Kolonovits; 1993)
- Steinbäcker (1994)
- Stationen (1997)
- Master Series (1998)
- Best Of (2002)
- Bilder an der Wand (2010)
- Ja eh (2016)
- Alles live (2020)
- 44 (2022)